# 埃德·戈登
埃德·戈登（英語：Ed Gordon，1908年7月1日—1971年9月5日），美国男子田径运动员，主攻跳远。他曾代表美国参加1928年和1932年夏季奥林匹克运动会田径比赛，获得一枚男子跳远金牌。